# Sainte-Jeanne-d'Arc (Maria-Chapdelaine)
Pour les articles homonymes, voir Sainte-Jeanne-d'Arc.
Sainte-Jeanne-d'Arc est une municipalité de village dans Maria-Chapdelaine, au Saguenay–Lac-Saint-Jean, au Québec (Canada). 

## Histoire
Les premiers colons se sont établis sur les bords de la rivière Petite Péribonka, aux limites du village de Saint-Amédée-de-Péribonka, en 1898. De nombreuses familles se sont jointes à ces colons et ont défriché les terres, si bien qu'ils étaient près de 500 au début du XXe siècle. Avant l'érection d'une paroisse, une mission de la paroisse voisine a été créée pour les colons. En 1921, l'évêque Michel-Thomas Labrecque a nommé le premier curé de la mission, l'abbé Damase Boulanger, qui plus tard s'est chargé de faire construire une église. Cette dernière est ouverte à la fin de 1921. Le 20 mars 1934, un incendie détruit l'école, l'église et le presbytère Sainte-Jeanne-d'Arc. L'église est reconstruite et achevée en 1936.

### Vieux moulin
Un vieux moulin ayant servi autrefois au sciage du bois se dresse au centre du village. Ayant appartenu à William Tremblay, Lionel Gaudreault, puis Albert Lambert, il a été racheté par la municipalité en 1974, puis rénové et ouvert aux visiteurs en tant que lieu historique.

### Pont couvert

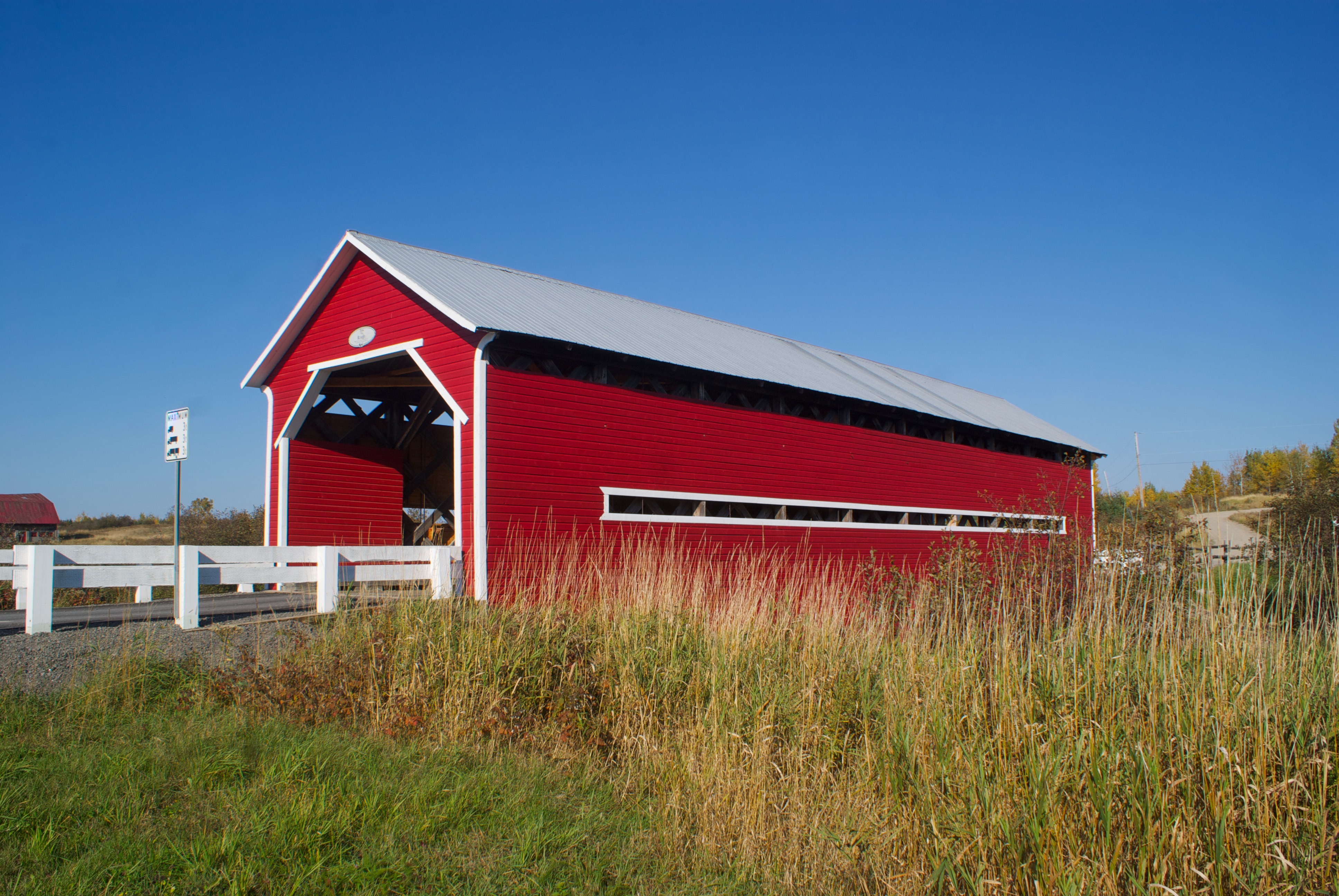
Pont couvert.

Le village de Sainte-Jeanne-d'Arc est aussi connu pour son pont couvert. Construit en 1936, il fait 24,6 m de longueur, 6,27 m de largeur et 3,73 m de hauteur. Il enjambe la rivière Noire sur le chemin du Pont-Couvert.

### Tacon Site des Rites

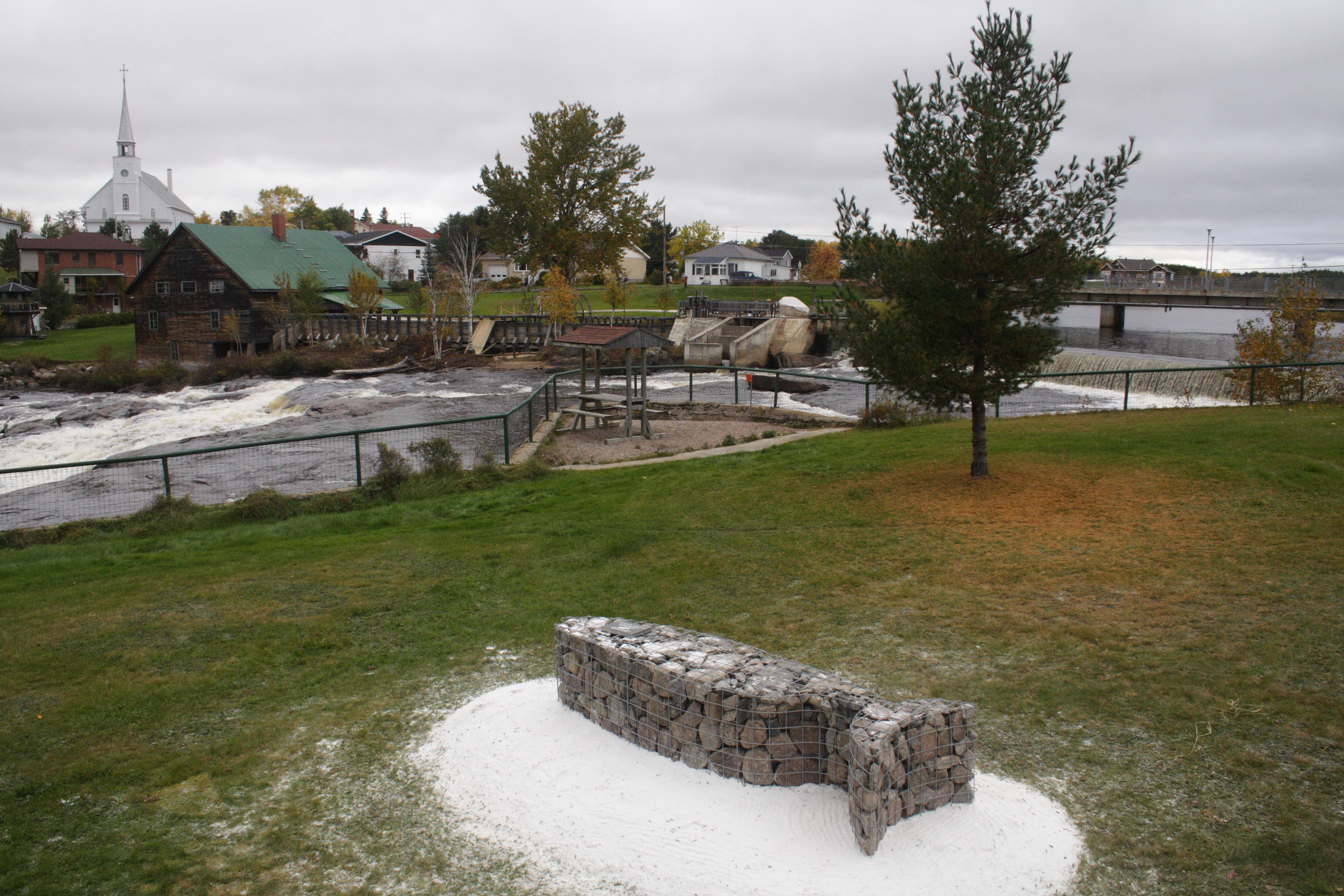
Tacon Site des Rites, 2008.

Dans le cadre de la Grande Marche des Tacons-Sites, le duo d'artistes Interaction Qui a implanté leur vingt-quatrième monument à l’effigie de la ouananiche dans la municipalité de Sainte-Jeanne-d’Arc. Le Tacon Site des Rites est situé au Parc du Cinquantenaire. Il est un marqueur identitaire fondé sur les us et coutumes resserrant les liens sociaux des communautés du Saguenay—Lac-Saint-Jean.

### Chronologie municipale
- 7 février 1924 : Érection de la paroisse de Sainte-Jeanne-d'Arc.
- 1er janvier 1949 : Érection du village de Sainte-Jeanne-d'Arc de la scission de la paroisse.
- 24 janvier 1970 : Annexion de la paroisse de Sainte-Jeanne-d'Arc au village de Sainte-Jeanne-d'Arc.

## Géographie
Situé entre les villes de Dolbeau-Mistassini et de Péribonka, le village est implanté au confluent de la petite rivière Péribonka et de la rivière Noire.

## Démographie
| 1991  | 1996  | 2001  | 2006  | 2011  | 2016  | 2021  |
| ----- | ----- | ----- | ----- | ----- | ----- | ----- |
| 1 113 | 1 158 | 1 128 | 1 139 | 1 089 | 1 050 | 1 101 |

## Administration
Les élections municipales se font en bloc pour le maire et les six conseillers.
| Sainte-Jeanne-d'Arc Maires depuis 2002                                                                               |                   |         |          |
| Élection | Maire             | Qualité | Résultat |
| 2002 | Gaston Morin      |         | Voir     |
| 2005 | Gaston Morin      | Voir    |          |
| 2009 | Yvan Pilote       |         | Voir     |
| 2013 | Yvan Pilote       | Voir    |          |
| 2017 | Denise Lamontagne |         | Voir     |
| 2021 | Denise Lamontagne | Voir    |          |
| Élection partielle en italique Depuis 2005, les élections sont simultanées dans toutes les municipalités québécoises |                   |         |          |

## Attraits
Une piste cyclable permet d'aller à Péribonka ou à Dolbeau-Mistassini. D'importants sentiers de motoneige traversent le village.